# Pyhäjärvi (république de Carélie)
Pour les articles homonymes, voir Pyhäjärvi.
Pyhäjärvi (en carélien : Pyhärv, en finnois : Pyhäjärvi, en russe : Святозеро, Svjatozero) est une municipalité rurale du raïon de Priaja en république de Carélie.

## Géographie
Le village de Pyhäjärvi est situé sur la rive ouest du lac Pyhäjärvi, le long de la route de Petroskoi à Aunus, à 80 kilomètres au nord d'Aunus et à 59 kilomètres au sud-ouest de Petroskoi.
La municipalité de Pyhäjärvi est bordée au nord par Priaja et au nord-ouest par Nuosjärvi.

## Démographie
Recensements (*) ou estimations de la population
| 2009 | 2010 | 2013 | - |
| ---- | ---- | ---- | - |
| 951  | 725  | 658  | - |